# SN 2003gq
SN 2003gq – supernowa typu Iax odkryta 24 lipca 2003 roku w galaktyce NGC 7407. W momencie odkrycia miała maksymalną jasność 17,60m.